# Claire Du Brey
Claire Du Brey (Bonners Ferry, 31 d'agost de 1892-Los Angeles, 1 d'agost de 1993) va ser una actriu nord-americana. Va aparèixer en més de dues-centes pel·lícules entre 1916 i 1959.
Claire Du Brey va créixer a la ciutat de Nova York i va rebre la seva educació en convents. La seva carrera com a actriu va començar amb la productora Universal i en un o un altre moment va acabar treballant amb totes les grans companyies. Algunes de les obres més importants en les quals va treballar van ser: The Wishing Ring Man, The World Aflame, What Every Woman Wants, The Spite Bride, Americanism i The Walk Offs.
En la seva biografia, és destacable la seva competència en esports atlètics, sent especialment notable en natació, equitació, golf, tennis entre uns altres. Així mateix, Claire du Brey tenia un viu interès en l'horticultura i jardineria.
L'1 d'agost de 1993, Du Brey va morir a Los Angeles a l'edat de cent anys.